# Turin (wieś)
Turin – wieś w Stanach Zjednoczonych, w stanie Nowy Jork, w hrabstwie Lewis.